# ژوامه سورگارو
ژوامه سورگارو (انگلیسی: Jaume Sobregrau؛ زادهٔ ۴ سپتامبر ۱۹۸۶) بازیکن فوتبال اهل اسپانیا است.
از باشگاه‌هایی که در آن بازی کرده‌است می‌توان به باشگاه فوتبال اوئسکا، باشگاه فوتبال بارسلونا، و باشگاه فوتبال رئال مورسیا اشاره کرد.